# Морил
Окръг Морил (на английски: Morrill County) е окръг в щата Небраска, Съединени американски щати. Площта му е 3704 km², а населението - 5440 души (2000). Административен център е град Бриджпорт.